# Wiktor Pschonka

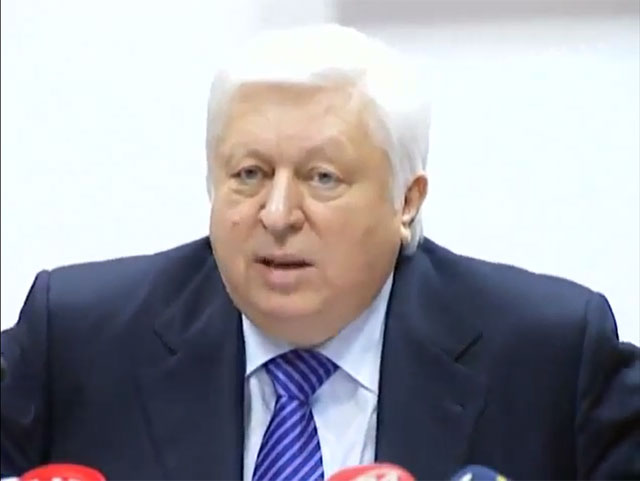
Wiktor Pschonka (Januar 2013)

Wiktor Pawlowytsch Pschonka (ukrainisch Віктор Павлович Пшонка, * 6. Februar 1954 in Serhijiwka, Oblast Donezk, Ukrainische Sozialistische Sowjetrepublik) ist ein ukrainischer Jurist. Er war von November 2010 bis Februar 2014 der Generalstaatsanwalt der Ukraine.

## Biografie
1980 schloss er sein Studium der Rechtswissenschaft an der Nationalen Universität der Rechtswissenschaft in Charkiw ab. Ab 1980 begann er als Staatsanwalt in Kramatorsk zu arbeiten. Von 1983 bis 1986 war er Leiter der Abteilung für Verwaltungsstellen im Stadtkomitee der KPdSU von Kramatorsk. Ab 1986 war er als Rechtsanwalt tätig. 1997 arbeitete er als stellvertretender Oberstaatsanwalt der Oblast Donezk und war von 1998 bis 2003 der Oberstaatsanwalt dieser Region. Im November 2003 wurde er zum stellvertretenden Generalstaatsanwalt der Ukraine ernannt und war dabei für die Organisation der staatsanwaltschaftlichen Kontrolle der Einhaltung der Rechtsvorschriften des SBU, der Steuerfahndung und der Spezialeinheiten zur Bekämpfung der organisierten Kriminalität verantwortlich. Im November 2004 trat er von diesem Amt zurück. Ende 2006 wurde er erneut zum stellvertretenden Generalstaatsanwalt ernannt. Am 20. August 2010 wurde ihm der ukrainische Verdienstorden III. Klasse verliehen.
Am 4. November 2010 wurde Pschonka auf Empfehlung des damaligen ukrainischen Präsidenten Wiktor Janukowytsch per Beschluss der Werchowna Rada zum Generalstaatsanwalt der Ukraine ernannt. Ab dem 12. November 2010 war er Mitglied im Nationalen Sicherheits- und Verteidigungsrat der Ukraine.

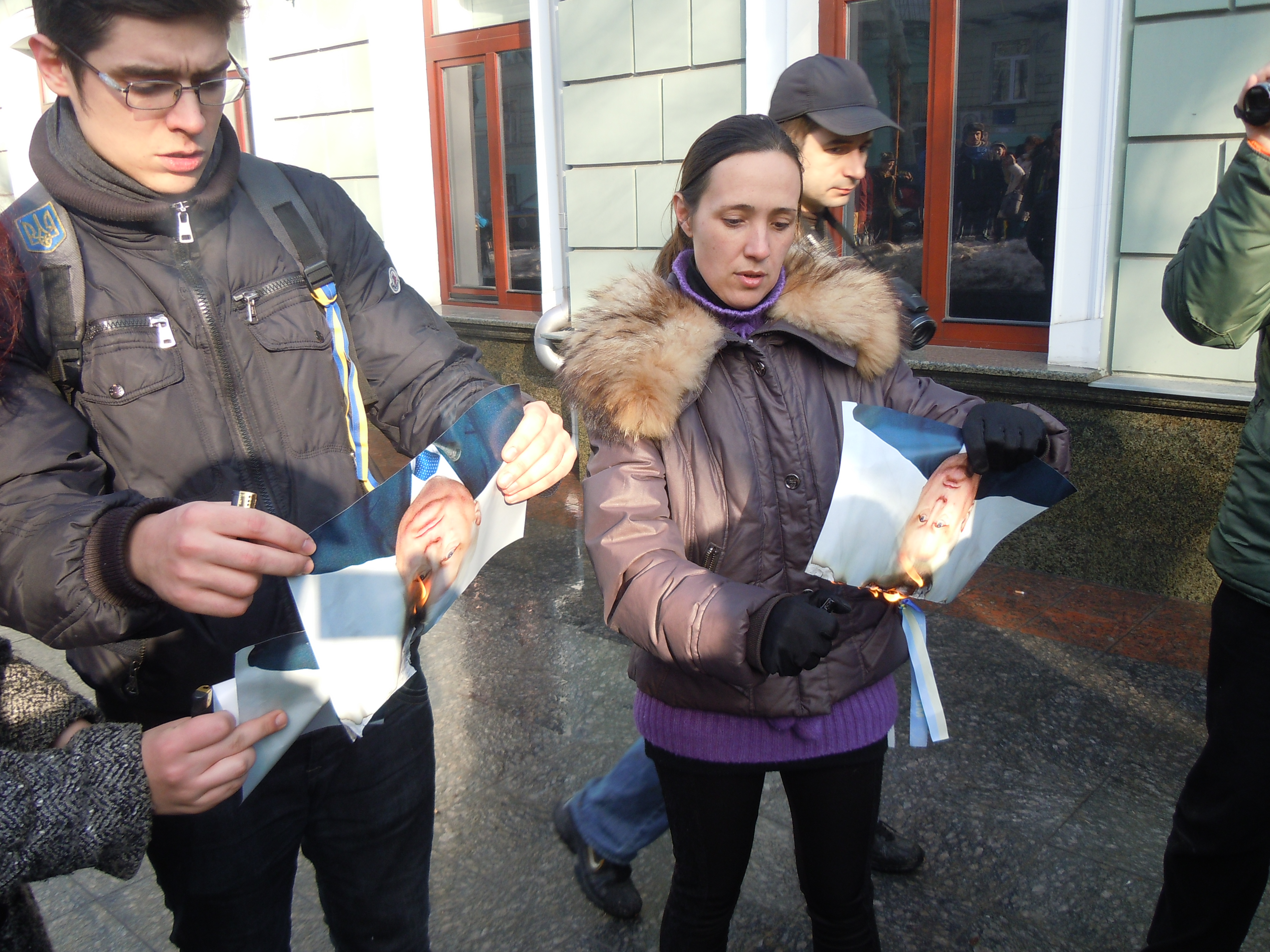
Demonstranten in Odessa verbrennen Fotos von Pschonka (9. Februar 2014)

Am 22. Februar 2014 fand bei einer Sitzung der Werchowna Rada ein Misstrauensvotum gegen Pschonka statt und er wurde durch einen Beschluss des Parlaments mit der Begründung, seine Arbeit als Generalstaatsanwalt habe „zu massiven Verletzungen der verfassungsmäßigen Rechte und Freiheiten der Bürger und zu hunderten Verletzten und Toten geführt“, aus seinem Amt entlassen. Sein Nachfolger wurde Oleh Machnizkyj. Am selben Tag versuchte er über den Flughafen Donezk die Ukraine zu verlassen, wurde jedoch von Grenzwachen aufgehalten. Anfang März ließen die Europäische Union und Kanada Pschonkas Konten und Vermögenswerte einfrieren. Am 13. April nahm Pschonka zusammen mit Janukowytsch und Witalij Sachartschenko an einer Pressekonferenz im russischen Rostow am Don teil. Am 28. April verkündete der Innenminister Arsen Awakow, dass Pschonka auf die internationale Fahndungsliste gesetzt wurde. Am 30. Mai reichte Pschonka beim Europäischen Gerichtshof Klage gegen die von der EU gegen ihn verhängten Sanktionen ein. Laut der Datenbank des Europäischen Gerichtshofs ist er Staatsbürger der Russischen Föderation. Es ist nicht bekannt, ob er diese Staatsbürgerschaft vor oder nach seiner Flucht nach Russland erhalten hat.

## Privates
Pschonkas im Jahr 1976 geborener Sohn Artem war während der fünften und sechsten Legislaturperiode als Mitglied der Partei der Regionen Abgeordneter der Werchowna Rada.
Seine Ehefrau Olga ist Vizepräsidentin der Handelskammer der Oblast Donezk und wurde im Januar 2014 mit dem Orden der Prinzessin Olga III. Klasse ausgezeichnet.